# Medium Extended Air Defense System
Pour les articles homonymes, voir Meads (homonymie).

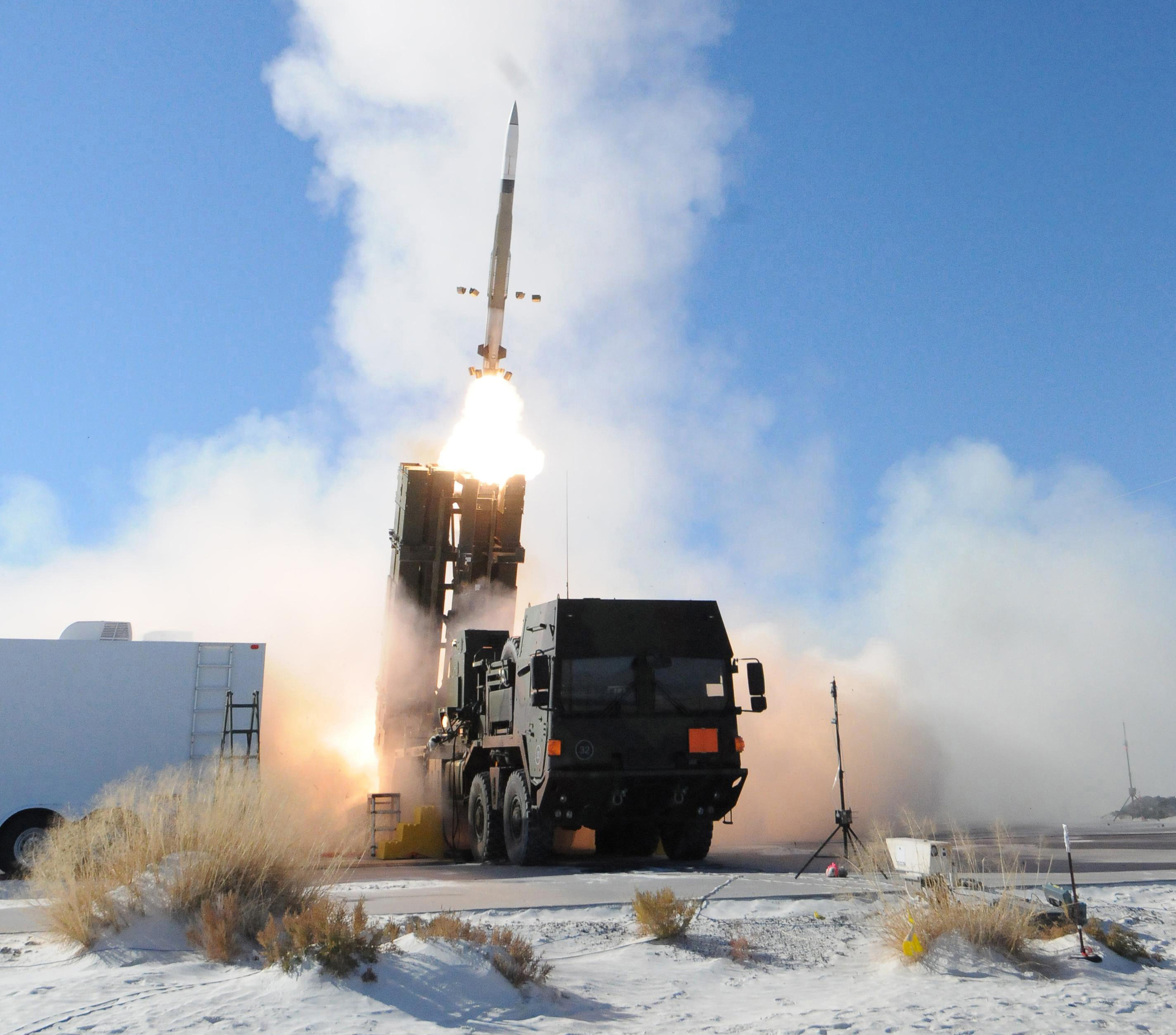
Tir d'essai en 2013.

Le Medium Extended Air Defense System (MEADS) est un projet militaire destiné à remplacer les systèmes de missiles sol-air MIM-104 Patriot et MIM-23 Hawk qui a démarré en 1995 et qui, en 2013, bien que son développement continue, voit la majorité de ses financements stoppés. Les États-Unis, l'Allemagne et l'Italie participent au projet dans le cadre d'une structure de l'OTAN tandis que la France, initialement présente, s'est retirée en mai 1996.

## Historique

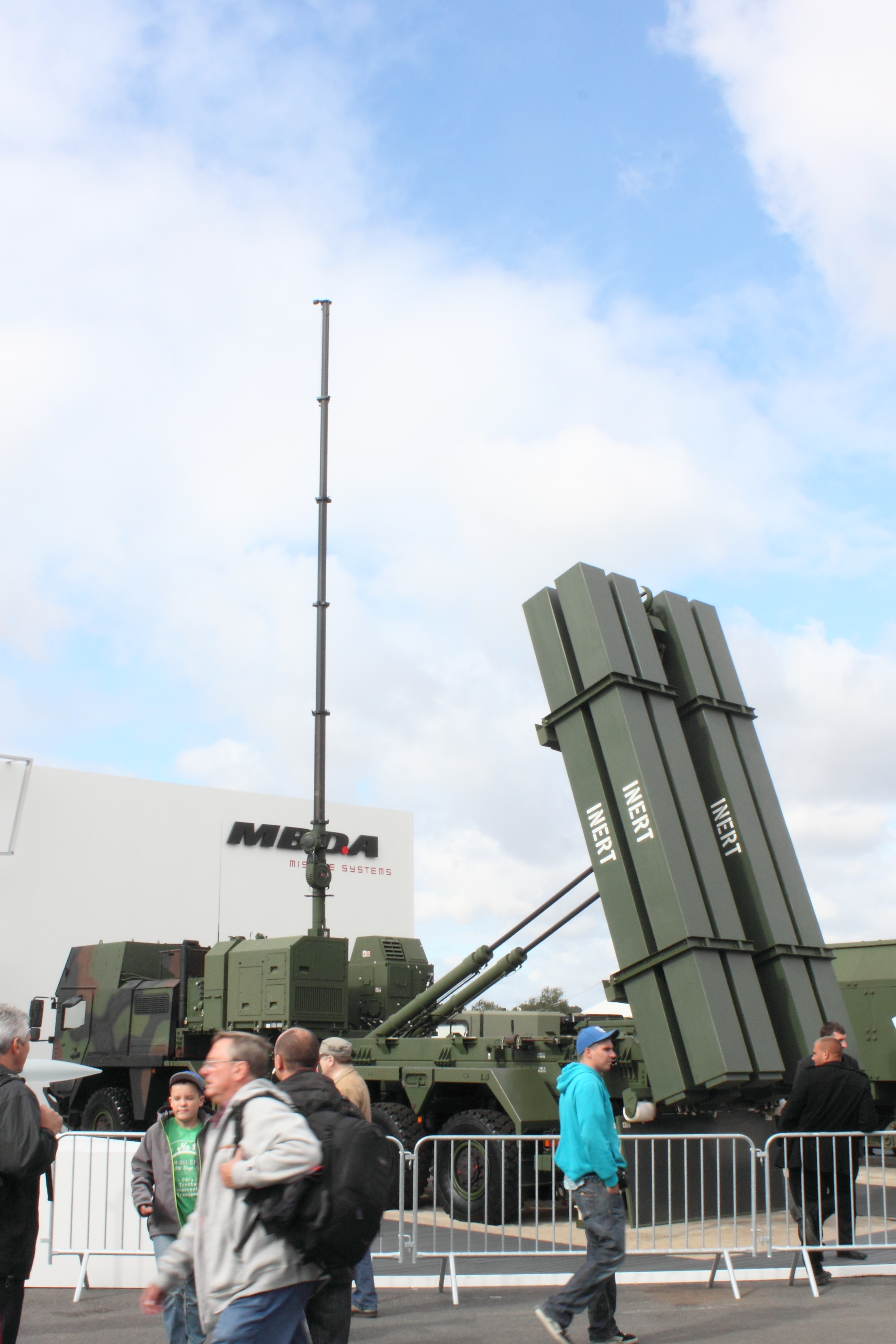
Un véhicule lance-missiles exposé en 2012.

L'objectif du MEADS lancé en 1995 est ambitieux. Il doit être extrêmement mobile, monté sur des camions de 5 tonnes aérotransportable par C-130, protéger une zone sur 360 degrés et pouvoir intercepter une large gamme de cibles allant de l'hélicoptère au missile balistique tactique à basse et moyenne altitude. À l'origine, il devait être en service en 2005. 
L'agence de l'OTAN chargée du programme financée par les États-Unis (58 %), l'Allemagne (25 %) et l'Italie (17 %) est la NATO MEADS Management Agency (NAMEADSMA) créée en juillet 1996 dont le siège est à Huntsville (Alabama), l'objectif alors était d'avoir une capacité initiale pour l'année fiscale 2008.
La coentreprise MEADS International dont le siège est à Orlando (Floride), a été créée par Lockheed Martin, LFK GmbH et Alenia Marconi Systems pour l'industrialisation de ce système. 
Lockheed-Martin effectue 58 % du travail sur ses sites à Orlando (Floride), à Dallas (Texas), à Huntsville (Alabama), et Syracuse Syracuse (New York). MBDA Allemagne (anciennement LFK) réalise le BMC4I, le lanceur, le radar de surveillance et les travaux connexes de MFCR dans son usine de Munich, en Allemagne. Enfin, MBDA Italie effectue des travaux sur le BMC4I et le MFCR à Rome, en Italie. 
Le radar étant développé dans l'usine d'électronique de Lockheed Martin dans la ville de Salina dans le comté d'Onondaga, une zone industrielle de Syracuse, où ce projet de 625 millions de dollars emploie, en 2012, 235 personnes.  
Le programme MEADS a connu un certain nombre de défis techniques et de gestion depuis sa création dans le milieu des années 1990. Bien que le programme ait connu une amélioration marquée à la fin des années 2000, il a été incapable d'atteindre les objectifs concernant son calendrier et son coût. En 2004, la lettre d'intentions prévoit que le budget total consacré à ce programme soit de 4 milliards de dollars américains.
La proposition de restructuration de la MEADS Management Agency de novembre 2010 serait de prolonger la phase de design et développement de plus de 30 mois à compter de la phase de 110 mois établie en 2004, et aurait besoin d'au moins 974 millions de dollars US supplémentaires d'investissement entre 2012 et 2017 et la production commencerait au plus tôt en 2018.
En février 2011, le département de la Défense qui a déboursé environ 1,5 milliard de dollars pour ce programme annonce que les États-Unis ne produiront pas le MEADS en série mais continueront à financer la R&D jusqu'à un certain niveau de maturité dans l'enveloppe financière définie en 2004 mais sans surcoût soit 804 millions de dollars entre 2011 et 2014.
En mars 2011, Lockheed Martin commence les tests du MEADS et de son BMC4l, un centre de commandement tactique (TOC), sur la base aérienne Pratica di Mare en Italie. Les premiers tests doivent démontrer les capacités antiaériennes et les aptitudes du TOC.
L'Allemagne, à la suite de restrictions budgétaires dans le budget de la défense, a annoncé le 21 octobre 2011 qu'elle n’achètera pas le MEADS. Cependant l'Allemagne valide un contrat qui serait de 4 milliards d'euros en juin 2015 pour le MEADS. En mars 2017, elle reporte la signature de ce contrat et le ministère allemand de la Défense s’attend à ce que ce système de défense aérienne soit opérationnel d’ici 2025
Le 17 novembre 2011, Lockheed-Martin a procédé, avec succès, à un premier test du système et on annonce que le Qatar pourrait participer au programme.
Le 29 novembre 2012, la première interception d'une cible a lieu sur le terrain d'essais de White Sands.
Le budget de la défense 2013 des États-Unis a été amputé des 400,9 millions de dollars de crédits destinés au programme MEADS, les parlementaires ayant estimé que les États-Unis n’en avaient pas besoin mais un budget de 390 millions de dollars a été rétabli le 21 mars 2013 par le Congrès des États-Unis pour ce qui est présenté comme la dernière année de financement de ce programme.
Même si les États-Unis ne mettront pas en service ce système d'arme, les avocats du département de la Défense déclarent qu'ils sont contractuellement obligés de terminer le développement du système MEADS et qu'ils récupéreront certaines technologies développées tel le radar de surveillance à 360°.
En juin 2015, le MEADS est sélectionné pour servir de base à un futur système de défense aérienne sol-air allemand, le German Taktisches Luftverteidigungssystem (TLVS).

## Caractéristiques
Le radar du système est à bande Ka.

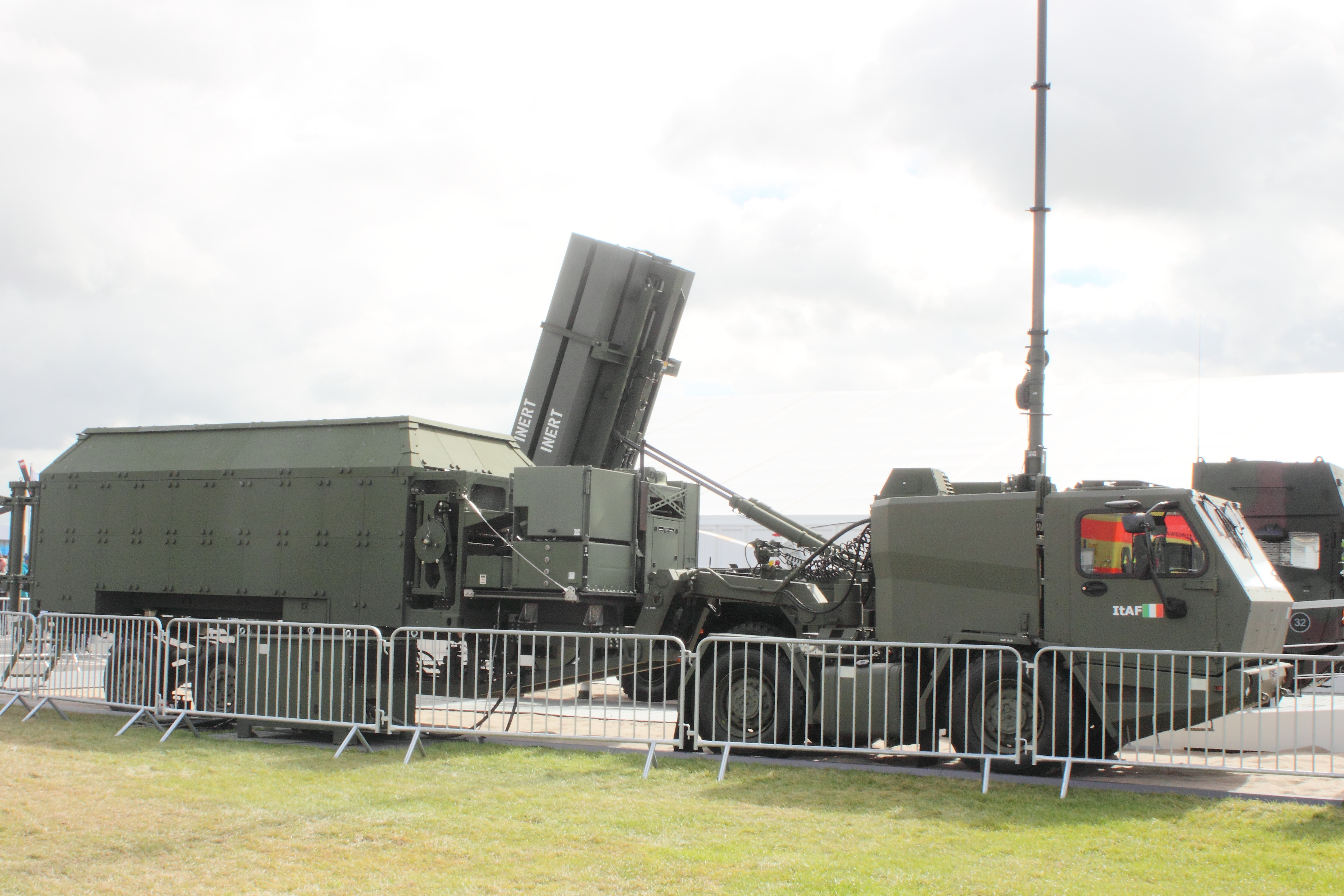
Centre d'opérations tactique italien.

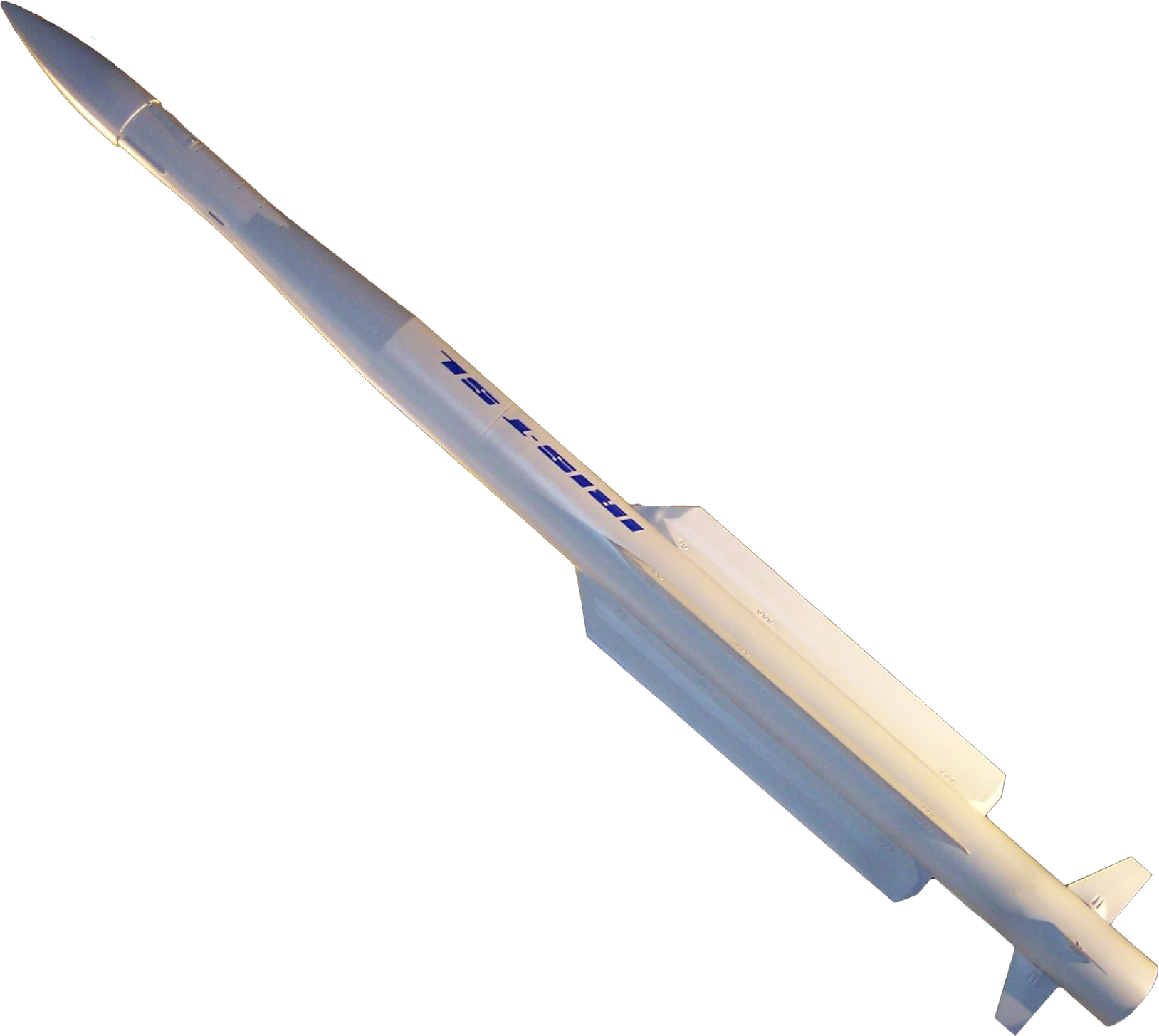
Missile IRIS-T SL.

L'intercepteur primaire du système, suggéré dès l'an 2000, et choisi officiellement en septembre 2006 est le Patriot Advanced Capability-3 Missile Segment Enhancement (PAC-3 MSE), version améliorée du missile Patriot, qui détruit sa cible par collision. Un lanceur peut contenir 16 de ces missiles. L'Allemagne a choisi comme intercepteur secondaire le IRIS-T SL à guidage infrarouge.
La plus petite unité capacité d'engagement minimum (MEC) se compose de :
- 1 véhicule centre d'opérations tactique ;
- 1 véhicule radar de contrôle multifonction ;
- 2 véhicules tracteurs-érecteurs-lanceurs.

Une unité de feu complète se compose de :
- 1 véhicule centre d'opérations tactiques ;
- 1 véhicule radar de surveillance ;
- 2 véhicules radars de contrôle multifonction ;
- 6 véhicules tracteurs-érecteurs-lanceurs ;
- 3 véhicules d'approvisionnement.

Chaque client peut adapter le châssis qui lui convient.